# Моравсько-Остравська операція
Мора́всько-Остра́вська опера́ція (10 березня — 5 травня 1945) — стратегічна наступальна операція радянських військ на Східному фронті Другої світової війни з метою розгрому угрупування німецьких військ, що оборонялися в центральній Чехословаччині (армійська група «Гейнріці» (з 22 березня — 1-ша танкова армія), військами 4-го Українського фронту з метою оволодіння Моравсько-остравським промисловим районом.
Тривалість операції — 57 діб.

## Передумови
На початок березня 1945 Червона армія в результаті ряду наступальних операцій вторглася в межі нацистської Німеччини та на ділянках 1-го Білоруського і 1-го Українського фронтів просунулася далеко на захід.
4-й Український фронт і праве крило 2-го Українського відставали, утворивши дугу, що охоплювала північно-східні та південно-східні кордони Чехословаччини.
1-й Український фронт, у ході Нижньо-Сілезької наступальної операції оволодівши частиною Сілезького промислового району, планував продовжити наступ у Верхній Сілезії. Щоб сприяти його наступу і ослабити військово-промисловий потенціал Третього рейху, Ставка Верховного Головнокомандування наказала командувачу 4-го Українського фронту підготувати і провести наступальну операцію в Моравії та Чеській Сілезії. Метою першого етапу операції повинні були стати розгром моравсько-остравського угрупування німецьких військ і опанування важливого Моравська-Остравсього промислового району, який займав величезну роль в економічному потенціалі Третього Рейху.
У Моравська-Остраві і розташованих поблизу неї містах працювали десятки підприємств металургійної, хімічної, машинобудівної, нафтопереробної промисловості, які виробляли велику кількість озброєння і військової продукції. У районі розташовувалися багаті родовища вугілля і залізняку. Утриманню цього району німецьке командування додавало велике значення.
Підходи до Моравсько-Острави зі сходу прикривалися трьома довготривалими оборонними смугами, які проходили уздовж річок Ольза, Остравиця і Одру, і одній з півночі, на рубежі Троппау — Моравська-Острава. Кожна оборонна смуга складалася з чотирьох ліній укріплень. Основу оборонних укріплень складали залізобетонні кулеметно-артилерійські і кулеметні доти. Передній край оборони був насичений капонірами з ретельно продуманою системою вогню. Всі споруди були відмінно замасковані, і на відстані їх не можна було відрізнити від безлічі розташованих довкола пагорбів.

## Планування операції
Попередній план операції передбачав завдавання головного удару силами 1-ї гвардійської і 38-ї армій в напрямі Оломоуць, Пардубіце, розгром протистоячого противника, вихід на рубіж річки Влтава і опанування Праги. Планована глибина операції становила 350 км.
На першому етапі операції ударне угрупування фронту повинне було вийти на рубіж Штернберг — Оломоуць. При цьому 38-й армії ставилося завдання до кінця четвертого дня операції опанувати Моравська-Остраву, а 1-й гвардійській армії — Цешином. 18-й армії наказувало вести активну розвідку, залишаючись на займаному рубежі. 5-й гвардійський механізований корпус призначався для розвитку успіху і мав бути введений в бій після прориву оборони противника на глибину 5-6 км.

## Сили сторін

### СРСР
- 4-й Український фронт (командувач генерал армії І. Ю. Петров, з 26 березня 1945 генерал армії А. І. Єрьоменко, начальник штабу генерал-лейтенант Корженевич Ф. К., з 2 квітня 1945 генерал-полковник Сандалов Л. М.) у складі:
  - 1-ша гвардійська армія (генерал-полковник Гречко А. А.)
  - 38-ма армія (генерал-полковник Москаленко К. С.)
  - 18-та армія (генерал-лейтенант Гастилович А. Й.)
    - 1-й Чехословацький армійський корпус у складі 18-ї армії (генерал бригади Л. Свобода, з 3 квітня 1945 генерал бригади К. Клапалек)

  - 8-ма повітряна армія (генерал-лейтенант авіації Жданов В. М.)
    - 1-ша Чехословацька змішана авіаційна дивізія у складі 8-ї повітряної армії (полковник Л. Будін)

6 квітня 1945 до складу фронту було включено 60-та армія під командуванням генерал-полковника Курочкіна П. О.
Всього: близько 255 000 чоловік, за іншими даними — 317 300.
3000 гармат та мінометів великого калібру, 180 танків і САУ, 408 літаків.

### Німеччина
- Армійська група «Гейнріці» (генерал-полковник Г. Гейнріці), з 22 березня 1945 1-ша танкова армія (генерал танкових військ В. Нерінг)
- 59-й армійський корпус
- 49-й гірський корпус

Авіаційну підтримку сухопутних військ здійснював 4-й повітряний флот.
Всього: 150 000 чоловік, 1500 гармат та мінометів великого калібру, 100 танків і штурмових гармат, 120 літаків.

## Хід операції

### 10 березня—23 березня
Німецькій розвідці вдалося розкрити підготовку радянських військ до наступу, а також встановити точний час його початку. Щоб уникнути втрат від артилерійського вогню німецьке командування в ніч на 10 березня відвело свої війська з переднього краю на другу лінію оборони.
Зранку 10 березня в смузі дії ударного угрупування фронту розігралася снігова буря. Видимість впала до 100—200 м, що виключало застосування авіації і точне ведення вогню артилерією. Оцінивши обстановку, командувач 38-ю армією генерал-полковник К. С. Москаленко запропонував командувачеві фронтом звернутися до Ставки ВГК з проханням відкласти початок наступу до поліпшення погоди. Його підтримав командувач 1-ю гвардійською армією генерал-полковник А. А. Гречко. Проте І. Ю. Петров відхилював пропозицію командармів.
«Терміни затверджені Ставкою, вони остаточні, — відповів він. — Просити про перенесення часу наступу не буду.»
Погані погодні умови, що не дозволили артилерії вести прицільну стрільбу, а також заходи, прийняті німецьким командуванням, істотно понизили ефективність артпідготовки: противник практично не поніс втрат, вогневі засоби не були придушені, а управління військами і зв'язок не порушене. Тому стрілецькі підрозділи, що перейшли в атаку відразу після закінчення артилерійського вогню, зустріли сильний опір. Бої прийняли затяжний характер.
У перший день наступу війська фронту замість прориву на глибину 20-25 км, вклинилися в німецьку оборону всього на 3-4 км. Для зміцнення оборони німці стали перекидати додаткові сили з інших ділянок фронту і проводити численні контратаки з використанням піхоти і танків. Лише з 12 по 15 березня частини 38-ї армії відбили 39 контратак. Протягом 8 днів з'єднання 1-ї гвардійської і 38-ї армій продовжували завдавати ударів по противникові, але так і не змогли прорвати його оборону.
17 березня наступ довелося припинити. Потрібно було знайти нові шляхи та способи розгрому противника.
Причини невдачі на першому етапі операції були сформульовані в телеграмі, яка була направлена Ставкою на адресу командування фронту:
|                   | Особисто Петрову і Мехлису. Ставка Верховного Головнокомандування вважає пояснення генерала армії Петрова від 17.3.1945 р. непереконливими і вказує: 1. Командувач фронтом генерал армії Петров, встановивши неповну готовність військ фронту до наступу, зобов'язаний був доповісти про цей Ставку і просити додатковий час на підготовку, в чому Ставка не відмовила б. Але генерал армії Петров не поклопотався про це або побоявся доповісти прямо про неготовність військ. Член Військової ради фронту генерал-полковник Мехлис повідомив в ЦК ВКП(б) про недоліки в підготовці і організації наступу лише після зриву операції, замість того, щоб, знаючи про неповну готовність військ, своєчасно попередити про це Ставку. 2. Командування фронту і армій не зуміло приховати від противника зосередження військ і підготовку до наступу. 3. Штаб фронту був розкиданий, і велика частина його знаходилася за 130 км від ділянки наступу. Проявлене у вказаних недоліках невміння готувати операцію і визначило її неуспіх. Ставка останній раз попереджає генерала армії Петрова і вказує йому на його недоліки в керівництві військами. 17.3.1945. 18.30 Ставка Верховного Головнокомандування Оригінальний текст (рос.) Лично Петрову и Мехлису. Ставка Верховного Главнокомандования считает объяснения генерала армии Петрова от 17.3.1945 г. неубедительными и указывает: 1. Командующий фронтом генерал армии Петров, установив неполную готовность войск фронта к наступлению, обязан был доложить об этом Ставке и просить дополнительное время на подготовку, в чем Ставка не отказала бы. Но генерал армии Петров не позаботился об этом или побоялся доложить прямо о неготовности войск. Член Военного совета фронта генерал-полковник Мехлис сообщил в ЦК ВКП(б) о недочетах в подготовке и организации наступления только после срыва операции, вместо того, чтобы, зная о неполной готовности войск, своевременно предупредить об этом Ставку. 2. Командование фронта и армий не сумело скрыть от противника сосредоточение войск и подготовку к наступлению. 3. Штаб фронта был разбросан, и большая часть его находилась в 130 км от участка наступления. Проявленное в указанных недочётах неумение подготавливать операцию и определило её неуспех. Ставка последний раз предупреждает генерала армии Петрова и указывает ему на его недочёты в руководстве войсками. 17.3.1945 г. 18.30 Ставка Верховного Главнокомандования Сталин Антонов |
| — Сталін Антонов, | |

Після проведення рекогносцировки, командувач 38-ю армією генерал-полковник Москаленко К. С. запропонував новий план, що мав на увазі завдавання нового удару з району міста Зорау в обхід Моравсько-Остравського району з півночі. У порівнянні з попередним напрямком, новий напрям був зручнішим для наступу, оскільки пролягало по менш пересіченій місцевості, німецькі позиції оборонялися невеликими силами і були добре видимими з радянського боку. Крім того великий лісовий масив, розташований на північний схід від міста, дозволяв скритно зосередити війська і техніку.
Незабаром запропонований план наступу був схвалений командуванням фронту (з 26 березня Петров І. Ю. був звільнений з посади командувача фронтом, до командування приступив генерал армії А. І. Єрьоменко) і війська розпочали підготовку операції і перегрупування на новий напрямок.
Наказ Верховного Головнокомандувача СРСР 
№ 11045 
від 25 березня 1945
«Генерала армії Петрова І.Ю. зняти з посади командувача військами 4-го Українського фронту за спробу ввести в оману Ставку стосовно дійсного становища військ фронту, які були не повністю готові до наступу у визначений термін, в результате чого була зірвана намічена на 10 березня операція. Генералу армії Петрову після здачі військ фронту прибути в розпорядження Ставки».

### 24 березня—5 квітня
Вранці 24 березня після 45-хвилинної артилерійської підготовки війська 38-ї армії відновили наступ. При підтримці авіації, перші ешелони порівняно швидко зломили опір противника і до кінця дня просунулися на головному напрямку на глибину до 7 км. Щоб укріпити оборону перед 38-ю армією, що наступала, німецьке командування в ніч на 25 березня перекинуло в район бойових дій 8-му і 19-ту танкові дивізії.
Не зважаючи на це 25 березня військам армії удалося розширити розрив в німецькій обороні до 20 км по фронту і до 15 км в глибину, а 26 березня захопити Лослау. Прагнучи за будь-яку ціну утримати Моравсько-Остравський промисловий район і не допустити подальшого розвитку наступу, командування вермахту продовжувало перекидати в смугу дії 38-ї армії нові з'єднання: 715-ту піхотну, 16-ту і 17-ту танкові дивізії.
26 березня новий командувач фронтом А. І. Єрьоменко, вивчивши обстановку, уточнив план операції і наказав 1-й гвардійській і 18-й арміям перейти в наступ з метою відволікання частини німецьких військ від напрямку головного удару. Виконуючи поставлене завдання, 1-ша гвардійська армія, 29 березня після 45-хвилинної артпідготовки о 11 годині 45 хвилин силами двох стрілецьких корпусів перейшла в наступ у напрямі Фриштат. 18-та армія, що наступала в складних умовах гірсько-лісистої місцевості, пробивалася через заслони і оборонні рубежі, обладнані в горах, на перевалах, дорогах і в населених пунктах. Німецькі війська чинили дуже сильний опір, проводячи численні контратаки. Не зважаючи на це, з 29 березня по 5 квітня частини 18-ї армії на окремих напрямах просунулися на глибину до 20 км і зайняли ряд важливих опорних пунктів противника.
Діючий у складі 18-ї армії 1-й Чехословацький армійський корпус, після важких двомісячних боїв на підступах до міста Ліптовський Мікулаш, звільнив його 4 квітня. Продовжуючи наступати уздовж долини річки Ваги і здолавши три смуги німецьких фортифікаційних укріплень, корпус наступного дня вийшов до міста Ружомберок і після запеклого бою оволодів ним.
На головному напрямку, в смузі 38-ї і 1-ї гвардійської армій німецькі війська продовжували наполегливо оборонятися, спираючись на розвинену мережу довготривалих оборонних споруд. Лише правофланговим з'єднанням 38-ї армії вдалося просунутися вперед. У перших числах квітня частини 126-го гірськострілецького та 95-го стрілецького корпусів вийшли до річки Одра, форсували її на окремих ділянках і зав'язали бої за розширення плацдармів. Наполегливий опір, що надається німецькими військами,, і конфігурація лінії фронту, що склалася на початку квітня, поставили радянське командування перед необхідністю внести корективі до своїх планів.
5 квітня 38-й і 1-й гвардійській арміям було наказано перейти до оборони для підготовки до подальшого наступу.
Таким чином, здобувши певних успіхів на окремих напрямах, війська фронту в цілому не змогли повністю виконати поставлене завдання, тобто не опанували Моравську Остраву. Проте перехід в наступ 4-го Українського фронту поліпшив обстановку на лівому крилі сусіднього 1-го Українського фронту і сприяв успішному завершенню Верхньо-Сілезької наступальної операції.

### 6 квітня— 5 травня
На початок квітня лінія фронту в Чехословаччині сформувалася у формі дуги, вигнутої на схід, по якій війська 1-го, 4-го і 2-го Українських фронтів охоплювали 1-шу танкову армію вермахту. Радянське командування вирішило скористатися перевагою такого положення і оточити німецьку армію. Підсиливши 4-й Український фронт шляхом включення до його складу 60-ї армії, Ставка ВГК поставила перед ним нове завдання. Тепер фронту належало силами трьох армій (60-ї, 38-ї і 1-ї гвардійської) завдати удару уздовж лівого берега річки Одра в загальному напрямі на Оломоуц назустріч військам 2-го Українського фронту, які у свою чергу повинні були наступати на Оломоуц з південного сходу. Початок нового наступу 4-го Українського фронту був призначений на 15 квітня, тобто на день раніше за початок Берлінської операції.
У відчайдушній спробі захистити єдиний вугільний басейн, що залишився до квітня 1945 року в руках Третього рейху, командування вермахту направило на цю ділянку фронту додаткові сили.
На початок квітня 1-ша танкова армія налічувала у своєму складі 22 дивізії, з них 5 танкових.
На цьому етапі операції військам фронту належало здолати сильно укріплену оборонну смугу, що проходила по річках Опава, Одер, Ольза. Її основу складала потужна система дотів, побудована Чехословаччиною ще в 20—30-х роках під керівництвом французьких інженерів і призначена для прикриття кордону з Німеччиною. Тому в ході підготовки до нового наступу в арміях були сплановані і проведені навчання, на яких особлива увага приділялася взаємодії між піхотою і артилерією.
Розвідкою було встановлено, що за станом на 15 квітня перед фронтом тих, що наступають оборонялися вісім німецьких дивізій.
Наступ розпочався вранці 15 квітня з артилерійської підготовки. На ділянках 60-ї і 38-ї армій вона почалася о 9 годині 15 хвилин, а на ділянці 1-ї гвардійської — на 15 хвилин пізніше. Після закінчення артилерійського вогню стрілецькі підрозділи перейшли в атаку. Пополудні під натиском радянських військ, німецьке командування стало відводити свої з'єднання за річку, щоб закріпитися на її південному березі, використовуючи заздалегідь підготовлені позиції. За перший день боїв наступаючі війська здолали до 8 км.
Вранці наступного дня наступ поновився. В повітрі панувала радянська авіація, сприяючи наземним військам, але противник наполегливо чинив опір і просування вперед йшло повільно. 17 квітня з'єднання, що діяли на суміжних флангах 60-ї і 38-ї армій, спільно з 31-м танковим корпусом вийшли до річки Опава в районі Краварже.
Форсувавши річку, вони зав'язали бої на її південному березі. Наступного дня війська змогли розширити плацдарм до 10 км по фронту, і підійшли впритул до смуги довготривалих укріплень з розвиненою мережею залізобетонних дотів. Всі доти були ретельно замасковані під навколишню місцевість і мали амбразури лише в бокових і тилових стінах. Добре продумана система вогню дозволяла прострілювати весь навколишній простір, прикриваючи підступи до сусідніх дотів. Стіни дотів були настільки міцні, що витримували прямі попадання 152-мм снарядів. Для прориву потужних укріплень у військах, що наступали, створювалися штурмові групи. Кожна група включала стрілецьку роту, відділення саперів із запасом вибухівки, 2-3 протитанкові гармати і декілька хіміків з димовими гранатами або шашками. Вся наявна артилерія виводилася для ведення вогню прямим наведенням. Допомогу при штурмі оборонних споруд надавали чехословацькі офіцери, що служили до війни на цьому рубежі. Вони на картах і на місцевості вказували місця розташування дотів, допомагали виявляти їх слабкі сторони. Не зважаючи на всі прийняті заходи здолати німецьку оборону виявилося дуже важко.
З 19 по 21 квітня частинам 38-ї армії удалося зруйнувати лише 10 дотів і 18 бетонованих кулеметних точок. Наступ сповільнився. Лише після декількох днів важких боїв по подоланню лінії довготривалих укріплень війська фронту вийшли до Троппау і 22 квітня очистили його від противника.
Військам, що наступали, належало вирішити головне завдання операції — опанувати Моравську Остраву. Щоб зменшити шкоду промисловості міста, командування фронту відмовилося від лобового удару, вирішивши узяти місто шляхом обходу. Уточнений план подальшого наступу наказував 38-й армії обійти місто із заходу, а 1-й гвардійській армії — з півночі. Витративши ще декілька днів на подолання сильно укріплених підступів до міста, радянські війська, наприкінці 29 квітня, вийшли до околиць Моравська-Острави.
Операція по опануванню міста почалася вранці 30 квітня після артилерійського і авіаційного удару по німецьких позиціях. До 13 годин війська увірвалися на околицу міста і після п'ятигодинного бою війська 1-ї гвардійської та 38-ї армій за підтримки 8-ї повітряної армії і сприянні 1-ї Чехословацької танкової бригади звільнили Моравська-Остраву.
Того ж дня 18-та армія, після важких багатоденних боїв опанувала міста Жиліна та Кисуцьке Нове Місто.
Втративши Моравсько-Остраву, німецькі війська вже ніде більше не змогли створити досить міцної і стійкої оборони. 6 травня війська фронту оволоділи Штернбергом і вийшли на підступи до міста Оломоуць.

## Підсумки операції
В результаті операції війська 4-го Українського фронту оволоділи Моравська-Остравським промисловим районом і створили умови для подальшого наступу в центральну частину Чехословаччини.
Разом з цим, Моравсько-Остравська наступальна операція стала однією з найбільш кровопролитних операцій на останньому етапі Другої світової війни. Безповоротні втрати склали: 23 964 особи (7,6 % від попередньої чисельності військ).

### Мемуари
- Еременко А. И. Годы возмездия 1943–1945. — М., 1969. (рос.)
- Гречко А.А. Через Карпаты. — М., 1972. (рос.)

- Свобода Л. От Бузулука до Праги = (z buzuluku do prahy). — 2 изд. — М., 1969. (рос.)